# Kento Yamazaki
Kento Yamazaki (山﨑賢人, Yamazaki Kento), né le 7 septembre 1994 à Itabashi (Tokyo), est un acteur et mannequin japonais.

## Biographie

### 2009 - 2013: Des débuts dans le mannequinat aux premiers pas d'acteur
A quatorze ans, alors qu'il rentre d'un match de football, Kento Yamazaki est repéré par l'agence Stardust Promotion dans le sous-quartier d'Harajuku. Il débute en tant que mannequin pour le magazine Pichi Lemon, pour lequel il travaille de 2009 à 2011. Il compte alors parmi les top models les plus populaires auprès du lectorat.
Sa carrière d'acteur démarre en 2010, lorsqu'il est engagé pour le drama Atami no Sousakan. Il enchaîne avec la série Clone Baby, où il campe un hacker.
L'année suivante, Yamazaki fait ses débuts au cinéma dans Control Tower. Il interprète le personnage principal, rôle pour lequel il doit chanter et jouer de la guitare. Cette première performance majeure est bien accueillie.
En 2012, il apparaît dans le film The Wings of the Kirin, porté par le célèbre Hiroshi Abe. Sur cette même période, il est la tête d'affiche du thriller horrifique Another où il retrouve sa co-star de Control Tower, Ai Hashimoto. Il enchaîne sur l'adaptation en prise de vues réelles du manga Tsubaki Love.
2013 le voit s'illustrer dans téléfilm Sato Family Breakfast qui évoque la rencontre de deux adolescents ayant grandis dans des familles homoparentales. Sa participation au long-métrage lui permet d'accéder au Festival international du film queer de Taïwan de 2015.

### 2014 - 2017: Le succès via les adaptations
En 2014, Kento Yamazaki paraît dans le Classement des acteurs ayant émergés en 2014 établi par Oricon, où figurent entre autres Sōta Fukushi, Hidetoshi Nishijima ou encore Takumi Saitō.
2015 marque un tournant dans sa carrière : il figure dans les adaptations de deux mangas célèbres (No Longer Heroine et Orange). Les films sont des succès, No Longer Heroine prend la tête du box-office nippon et Orange devient le 9e film japonais le plus rentable de 2016. Les performances de Yamazaki, largement saluées, lui permettent de décrocher le prix du Meilleur nouvel acteur au 39ème Japan Academy Prize.
Toujours en 2015, il incarne également le personnage emblématique de L pour la nouvelle adaptation de Death Note au format sériel.
Entre 2016 et 2017, il est choisi pour les adaptations live de nombreux mangas, tels que Your Lie in April, Wolf Girl and Black Prince, Jojo's Bizarre Adventure ou encore Saiki Kusuo no Psi-nan.

### 2018 - présent: Un interprètebankableet reconnu
Courant 2018, Kento Yamazaki se démarque encore une fois dans les séries Good Doctor (l'adaptation nippone du drama sud-coréen du même nom) et Todome no Kiss pour lesquelles il décroche de nouveaux prix. 
2019 assoit sa notoriété et témoigne à la fois de sa popularité auprès du public et de sa rentabilité au box-office nippon. En incarnant Xin, le héros principal de la quadrilogie à succès Kingdom, il devient l'une des figures incontournables du cinéma japonais. Le premier opus totalise plus de 50 millions de dollars au box-office japonais de 2019. Sa performance et celle de sa co-star Ryō Yoshizawa sont acclamées,.
Depuis 2020, il est la tête d'affiche du drama dystopique à succès Alice in Borderland diffusé sur Netflix. La série se hisse parmi les dix programmes les plus regardés de la plateforme dans une quarantaine de pays. Une seconde saison est aussitôt commandée et une troisième est attendue pour septembre 2025.
La même année, il se classe dans la liste des 100 personnalités asiatiques les plus influentes d'Internet établie par Forbes, entre l'acteur taïwanais Jay Chou et le groupe de k-pop Twice.

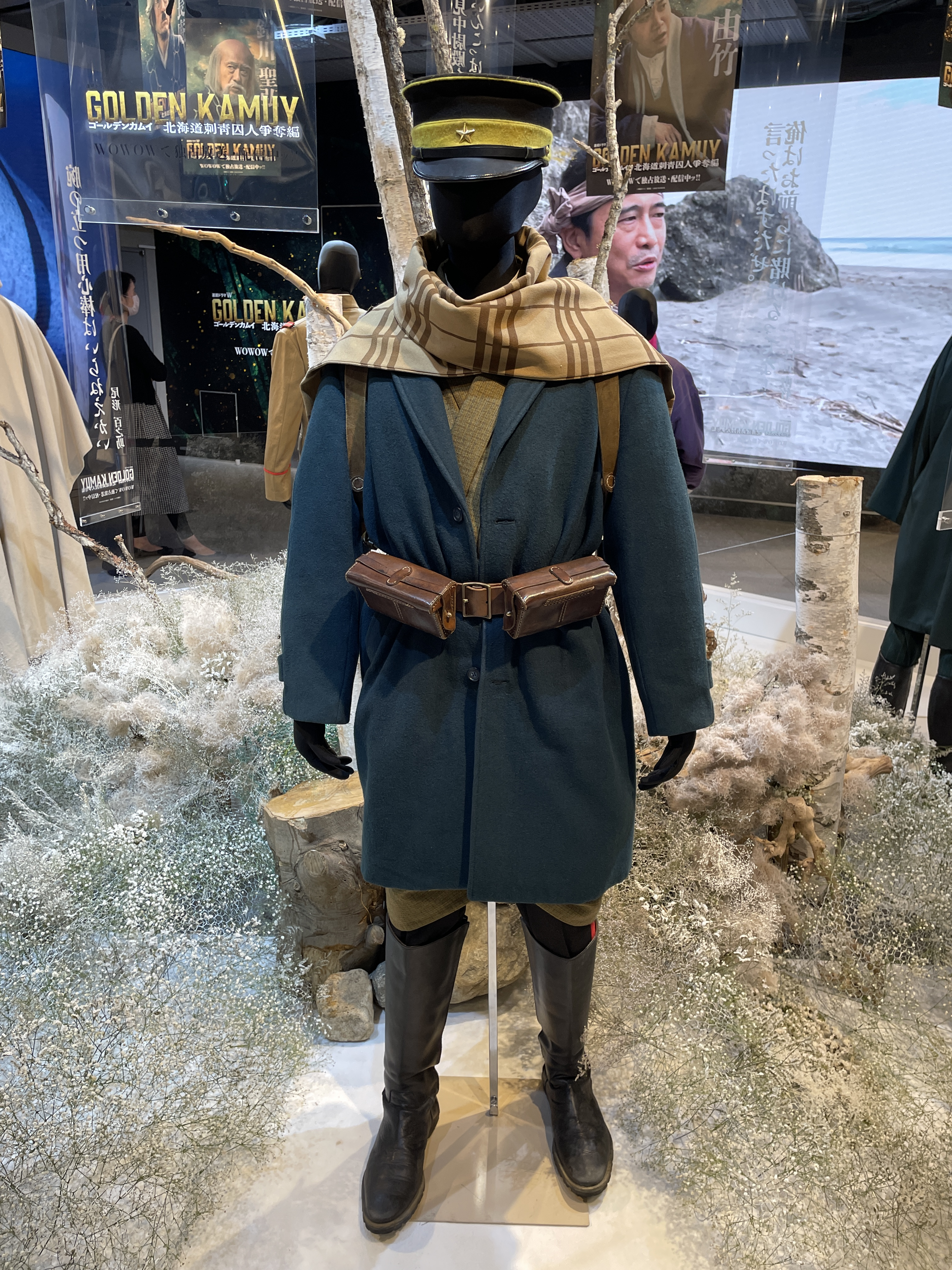
Le costume porté par Kento Yamazaki dans Golden Kamui.

Cette notoriété se confirme avec le long-métrage Une porte sur l'été (2021) et surtout une nouvelle transposition live cinématographique populaire, Golden Kamui (2024). Le succès de Golden Kamui engendre une série, Golden Kamui: The Hunt of Prisoners in Hokkaido, produite et diffusée sur WOWOW en 2024 avant d'être proposée à la demande sur Netflix en 2025. Un second film est d'ores et déjà annoncé.
En juin 2024, il est la première personnalité japonaise à dérocher le prix Best from the East au 23e New York Asian Film Festival pour sa performance sur l'ensemble de la franchise Kingdom.

## Vie privée
Kento Yamazaki a un frère, de sept ans son aîné.
Fan de football, il s'entraînait assidûment lorsqu'il était adolescent et envisageait de faire carrière dans ce milieu en tant que joueur ou entraîneur. Il continue de pratiquer mais par plaisir et non par ambition professionnelle.
Il est un grand ami de l'acteur japonais Masaki Suda ; il est présent dans le clip さよならエレジー (« Sayonara Elegy ; Adieu Elegy ») de ce dernier, lequel illustre la bande-originale de leur drama commun Todome no Kiss.
Il est également très proche du chanteur sud-coréen Yoon Jeong-han. Il apparaît à ses côtés dans le programme Yamazaki Kento & Jeonghan’s Miracle Journey in Korea, où les deux amis explorent Séoul. Le show est diffusé en 2024 sur Nippon Television et Hulu Japan.

## Filmographie

### Cinéma
| Année   | Titre                                                      | Rôle                              | Note           | Ref.   |
| ------- | ---------------------------------------------------------- | --------------------------------- | -------------- | ------ |
| 2011    | Control Tower                                              | Kakeru                            | Rôle principal | [ 24 ] |
| 2012    | The Wings of the Kirin                                     | Tatsuya Sugino                    |                | [ 25 ] |
| 2012    | Another                                                    | Kōichi Sakakibara                 | Rôle principal |        |
| 2012    | The Chasing World 3                                        | Suguru                            | Rôle principal | [ 26 ] |
| 2012    | The Chasing World 5                                        | Suguru                            |                | [ 27 ] |
| 2012    | Tsubaki Love                                               | Nishiki Hasegawa                  |                | [ 28 ] |
| 2013    | Jinx!!!                                                    | Yūsuke Nomura                     |                | [ 29 ] |
| 2014    | L DK                                                       | Shūsei Kugayama                   | Rôle principal |        |
| 2015    | No Longer Heroine                                          | Rita Terasaka                     |                |        |
| 2015    | Orange                                                     | Kakeru Naruse                     | Rôle principal | [ 30 ] |
| 2016    | Your Lie in April                                          | Kōsei Arima                       | Rôle principal | [ 31 ] |
| 2016    | Wolf Girl and Black Prince                                 | Kyōya Sata                        | Rôle principal | [ 32 ] |
| 2016    | Yo-Kai Watch The Movie 3: A Whale of Two Worlds            | King Enma                         |                | [ 31 ] |
| 2017    | One Week Friends                                           | Yūki Hase                         | Rôle principal | [ 33 ] |
| 2017    | Poetry Angel                                               | Man attending at briefing session | Caméo          | [ 34 ] |
| 2017    | Jojo's Bizarre Adventure Diamond Is Unbreakable Chapitre 1 | Jōsuke Higashikata                | Rôle principal |        |
| 2017    | Saiki Kusuo no Psi-nan                                     | Kusuo Saiki                       | Rôle principal | [ 31 ] |
| 2017    | Hyouka                                                     | Hōtarō Oreki                      | Rôle principal | [ 31 ] |
| 2018    | A Forest of Wool and Steel                                 | Naoki Tomura                      | Rôle principal | [ 31 ] |
| 2019    | Kingdom                                                    | Xin                               | Rôle principal | [ 35 ] |
| 2019    | Ni no kuni                                                 | Yū (voix)                         | Rôle principal | [ 36 ] |
| 2020    | Otaku Otaku                                                | Hirotaka Nifuji                   | Rôle principal | [ 31 ] |
| 2020    | Theatre: A Love Story                                      | Nagata                            | Rôle principal | [ 37 ] |
| 2020    | Crazy Samurai Musashi                                      | Chūsuke                           |                | [ 38 ] |
| 2021    | Une porte sur l'été                                        | Sōichirō Takakura                 | Rôle principal | [ 39 ] |
| 2022    | Kingdom 2: Far and Away                                    | Xin                               | Rôle principal | [ 40 ] |
| 2023    | Kingdom 3: The Flame of Destiny                            | Xin                               | Rôle principal | [ 41 ] |
| 2024    | Golden Kamui                                               | Saichi Sugimoto                   | Rôle principal | [ 42 ] |
| 2024    | The Yin Yang Master Zero                                   | Abe no Seimei                     | Rôle principal | [ 43 ] |
| 2024    | Kingdom 4: Return of the Great General                     | Xin                               | Rôle principal | [ 44 ] |
| 2025    | Under Ninja                                                | Kurō Kumogakure                   | Rôle principal | [ 45 ] |
| À venir | Golden Kamui 2                                             | Saichi Sugimoto                   | Rôle principal | [ 46 ] |

### Télévision
| Année(s)        | Titre                                            | Rôle             | Note                       | Ref.   |
| --------------- | ------------------------------------------------ | ---------------- | -------------------------- | ------ |
| 2010            | Atami no Sousakan                                | Shinya Shijima   |                            | [ 47 ] |
| 2010            | Clone Baby                                       | Jōtarō Okabe     |                            | [ 48 ] |
| 2011            | Runaways: For Your Love                          | Panda            |                            | [ 49 ] |
| 2012            | Miss Double Faced Teacher                        | Shunsuke Yasuda  |                            |        |
| 2013            | 35-sai no Koukousei                              | Ryo Akutsu       |                            |        |
| 2013            | Sato Family's Breakfast, Suzuki Family's Dinner  | Takumi Sato      | Téléfilm                   | [ 50 ] |
| 2014            | Team Batista 4: Raden Meikyu                     | Aoi Sakuranomiya |                            |        |
| 2014            | Water Polo Yankees                               | Ryuji Mifune     |                            |        |
| 2014            | Yowakutemo Katemasu                              | Kōki Ebato       |                            |        |
| 2015            | Mare                                             | Keita Kontani    | Asadora                    |        |
| 2015            | Eternal Us Sea Side Blue                         | Taku Nagata      | Téléfilm                   |        |
| 2015            | Death Note                                       | L                | Rôle principal             |        |
| 2016            | Suki na Hito ga Iru Koto                         | Kanata Shibasaki |                            |        |
| 2017            | Rikuoh                                           | Daichi Miyazawa  |                            |        |
| 2018            | Todome no Kiss                                   | Ōtarō Dōjima     | Rôle principal             | [ 51 ] |
| 2018            | Good Doctor                                      | Minato Shindō    | Rôle principal             | [ 52 ] |
| 2018            | From Today, It's My Turn!!                       | Katori           | Episode 10 ; caméo         | [ 53 ] |
| 2019            | Time Limit Investigator 2019                     | Shota Amaya      | Episode 8                  | [ 54 ] |
| 2020            | Only I Am 17 Years Old                           | Passerby         | Episode 4 ; caméo          | [ 55 ] |
| 2020 - en cours | Alice in Borderland                              | Ryōhei Arisu     | Rôle principal ; 3 saisons | [ 56 ] |
| 2022            | Atom's Last Shot                                 | Nayuta Azumi     | Rôle principal             | [ 57 ] |
| 2024            | Golden Kamui : The Hunt of Prisoners in Hokkaido | Saichi Sugimoto  | Rôle principal             | [ 58 ] |

## Récompenses
| Année | Festival                              | Catégorie                                               | Œuvre(s) concernée(s)                             | Ref    |
| ----- | ------------------------------------- | ------------------------------------------------------- | ------------------------------------------------- | ------ |
| 2016  | 39ème Japan Academy Prize             | Meilleur nouvel acteur                                  | Orange et No Longer Heroine                       | [ 8 ]  |
| 2018  | 98ème Television Drama Academy Awards | Meilleur acteur                                         | Good Doctor                                       |        |
| 2018  | Beijing IQiyi Scream Night Award      | Révélation asiatique de l'année                         | Good Doctor et Todome no Kiss                     | [ 9 ]  |
| 2024  | 23ème New York Asian Film Festival    | Best from the East                                      | Kingdom                                           | [ 11 ] |
| 2024  | Elle Cinema Awards 2024               | Prix de l’interprète masculin de l'année remis par Elle | Kingdom 4: Return of the Great General and others | [ 12 ] |
| 2025  | Weibo Japan Awards 2025               | Meilleur acteur                                         | Ensemble de sa carrière                           | [ 59 ] |